# Saint-Quentin-sur-Nohain
Saint-Quentin-sur-Nohain là một xã trong tỉnh Nièvre, thuộc vùng Bourgogne-Franche-Comté của nước Pháp, có dân số là 683 người (thời điểm 1999).